# Alicia (Zamboanga Sibugay)
Alicia é um município de  terceira classe de renda municipal (d) na província Zamboanga Sibugay, nas Filipinas. De acordo com o censo de 1 de maio  de  2020 possui uma população de 39 456 pessoas e 9 173 domicílios.